# Sidney Hall
Pour les articles homonymes, voir Hall.

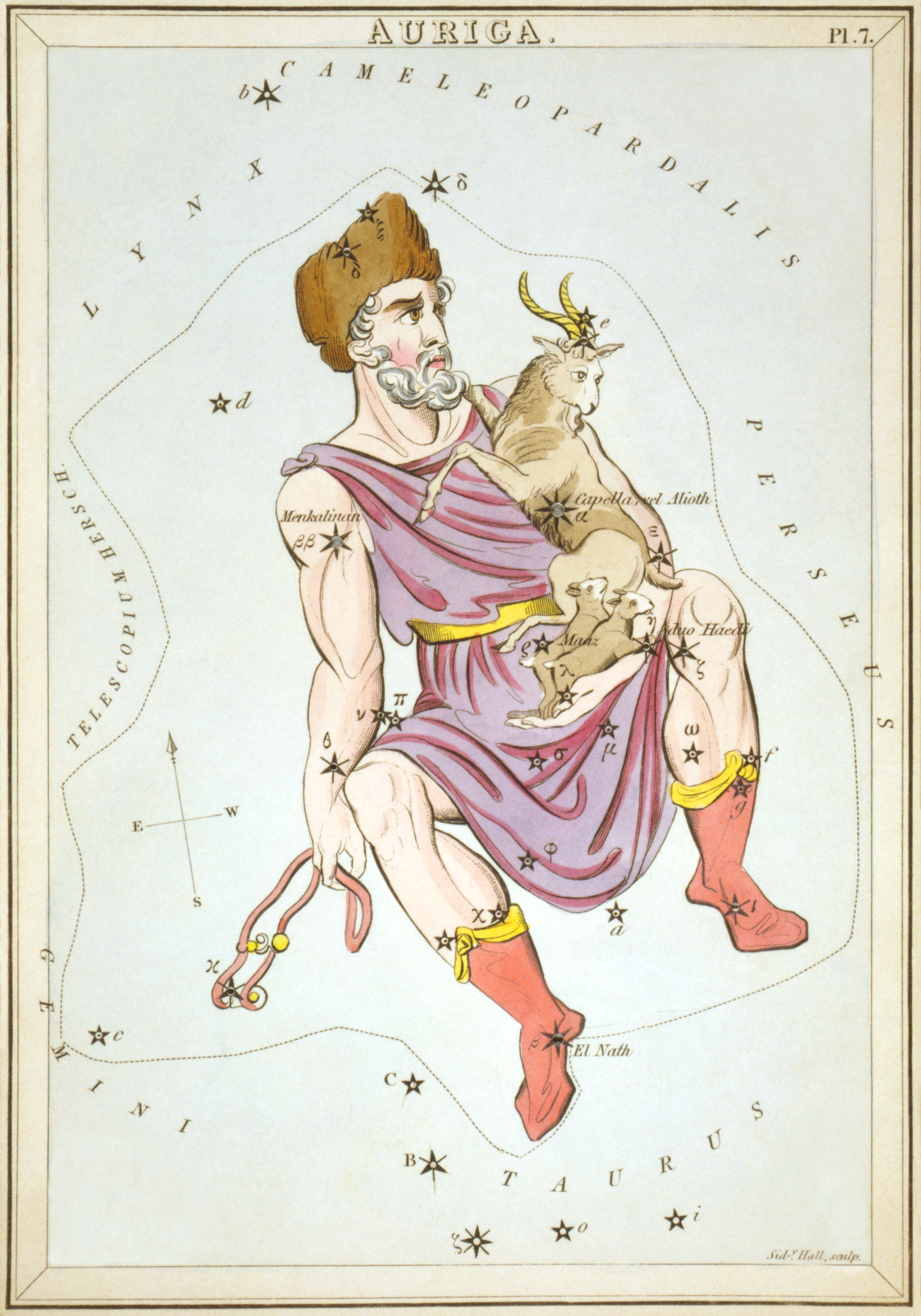
Carte de Sidney Hall de la constellation du cocher.

Sidney Hall (1788-1831) est un graveur et cartographe britannique qui connut une certaine notoriété au début du XIXe siècle pour ses atlas illustrés de ses propres gravures de cartes du Royaume-Uni et de l'Ancien Monde.
Hall créa des gravures pour de nombreux atlas internationaux à une époque ou cartographie et atlas étaient particulièrement populaires. Il a aussi gravé une série de cartes du ciel représentant l'ensemble des constellations, présentées dans un coffret qu'il publia vers 1825 sous le titre Urania's Mirror.